# José Fernando Fumagalli
José Fernando Fumagalli (5 de octubre de 1977) es un exfutbolista brasileño que se desempeñaba como centrocampista.J. League (en japonés)</ref>
Jugó para clubes como el Santos, Verdy Kawasaki, Guarani, Corinthians Paulista, Sport Recife, Al-Rayyan y Vasco da Gama.

## Trayectoria

### Clubes
| Club                 | País          | Año         |
| -------------------- | ------------- | ----------- |
| Ferroviária          | Brasil        | 1995 - 1996 |
| Santos               | Brasil        | 1997 - 2000 |
| Verdy Kawasaki       | Japón         | 1998        |
| América              | Brasil        | 1999        |
| Guarani              | Brasil        | 2000 - 2001 |
| Corinthians Paulista | Brasil        | 2002 - 2003 |
| Santo André          | Brasil        | 2004        |
| Marília              | Brasil        | 2004        |
| Seoul                | Corea del Sur | 2004        |
| Santo André          | Brasil        | 2005        |
| Fortaleza            | Brasil        | 2005        |
| Sport Recife         | Brasil        | 2006 - 2010 |
| Al-Rayyan            | Catar         | 2007 - 2008 |
| Vasco da Gama        | Brasil        | 2009 - 2010 |
| Guaratinguetá        | Brasil        | 2011        |
| Guarani              | Brasil        | 2012 - 2018 |
| Santa Cruz           | Brasil        | 2013        |